# Walk Between Worlds
Walk Between Worlds är ett studioalbum av Simple Minds utgivet 2 februari 2018.. Albumet producerades av Simple Minds tillsammans med Andy Wright och Gavin Goldberg. På deluxe-utgåvan ingår 3 bonusspår, bland annat "Dirty Old Town" som skrevs 1949 av Ewan MacColl. Låten "Barrowland Star" är en omgjord version av den tidigare instrumentala B-Sidan "Celtic Strings" från 1995.

## Låtlista[3]
1. Magic  (4:35)
2. Summer  (4:57)
3. Utopia  (4:14)
4. The Signal And The Noise  (5:18)
5. In Dreams  (4:15)
6. Barrowland Star        (6:25)
7. Walk Between Worlds  (5:13)
8. Sense Of Discovery  (6:25)

### Bonuslåtar på Deluxe utgåvan
1. "Silent Kiss" – 4:57
2. "Angel Underneath My Skin" – 3:43
3. "Dirty Old Town" (live 27 Maj 2017 London Palladium) – 4:53 (Ewan McColl)

## Musiker
- Jim Kerr: sång
- Charles Burchill: gitarr
- Ged Grimes: bas
- Sarah Brown: kör
- Gordy Goudie: gitarr
- Cherisse Osei: slagverk
- Catherine AD: kör, synt
- Mel Gaynor: trummor
- Owen Parker: synt, programmering
- Peter Vetesse: piano
- Andy Wright, Gavin Goldberg: programmering